# Atsushi Nagai
Atsushi Nagai (jap. 永井 篤志, Nagai Atsushi; * 23. Dezember 1974 in der Präfektur Kagoshima) ist ein ehemaliger japanischer Fußballspieler.

## Karriere
Nagai erlernte das Fußballspielen in der Schulmannschaft der Kunimi High School und der Universitätsmannschaft der Komazawa-Universität. Seinen ersten Vertrag unterschrieb er 1995 bei Fukuoka Blux (heute: Avispa Fukuoka). Der Verein spielte in der zweithöchsten Liga des Landes, der Japan Football League. 1995 wurde er mit dem Verein Meister der Japan Football League und stieg in die J1 League auf. Für den Verein absolvierte er 54 Spiele. 1998 wechselte er zum Ligakonkurrenten Sanfrecce Hiroshima. 2000 wechselte er zum Zweitligisten Montedio Yamagata. Für den Verein absolvierte er 251 Spiele. 2007 wechselte er zum Ligakonkurrenten Vegalta Sendai. 2009 wurde er mit dem Verein Meister der J2 League und stieg in die J1 League auf. Für den Verein absolvierte er 127 Spiele. 2011 wechselte er zum Drittligisten FC Ryūkyū. Ende 2011 beendete er seine Karriere als Fußballspieler.